# Cellular and Molecular Life Sciences
Cellular and Molecular Life Sciences ist eine peer reviewte wissenschaftliche Fachzeitschrift mit den Themenbereichen zelluläre und molekulare Biowissenschaften. Zunächst erschien sie im Schweizer Birkhäuser Verlag von 1945 bis 1993 unter dem Titel Experientia. Der Springer Verlag übernahm sie 1994 und führte sie unter dem aktuellen Titel fort. Chefredakteur ist Klaus Eichmann (Max-Planck-Institut für Immunbiologie). Der Verlag gibt für 2020 einen Impact Factor von 9,261 an.